# Panama Lewis
Carlos Humberto „Panama“ Lewis (* 4. November 1945 in Panama; † September 2020) war ein US-amerikanischer Boxtrainer, der seine größte Bekanntheit in den 1970er und frühen 1980er Jahren erreichte. Er war in zwei der umstrittensten Boxkämpfe aller Zeiten verwickelt und wurde 1983 vom Boxverband lebenslang gesperrt.

## Karriere
Laut eigener Aussage begann er 1960 mit dem Boxsport und gewann 19 von 20 Amateurkämpfen in Panama, ehe er kurz ins Profilager wechselte und in die USA auswanderte. Von 1969 bis 1971 diente er in der U.S. Army.
Anschließend wurde er in New York City unter der Anleitung einiger Trainerlegenden wie Chickie Ferrara, Ray Arcel und Freddie Brown, zu einem der besten Boxtrainer der USA herangeschult. Er trainierte und betreute bekannte Weltmeister wie Eddie Mustafa Muhammad, Roberto Durán, Mike McCallum, Livingstone Bramble, Hector Camacho, Michael Nunn, Aaron Pryor und Vito Antuofermo. Zusammen mit Lou Duva und Emanuel Steward, beherrschte er das Trainergeschehen jener Zeit in den Vereinigten Staaten. Laut eigener Aussage, lagen seine Stärken in seinem enormen Talent die Boxer zu motivieren, sowie Techniken der alten und neuen Boxschule zu kombinieren.
Aaron Pryor vs. Alexis Argüello
Am 12. November 1982 war er in Miami als Trainer in der Ringecke von Aaron Pryor bei dessen Titelverteidigung der WBA-Weltmeisterschaft im Halbweltergewicht gegen Alexis Argüello (72-5) anwesend. Argüello erkämpfte sich in diesem schlagstarken Duell leichte Vorteile und stand somit kurz davor, der erste Weltmeister in vier Gewichtsklassen zu werden.
In der Rundenpause zwischen der 13. und 14. Runde, filmte eine HBO-Kamera zufällig, wie Lewis eine spezielle Wasserflasche („"Give me the other bottle, the one I mixed“, dt.: „Gib mir die andere Flasche, die eine die ich gemischt habe“) von seinem Co-Trainer Artie Curley verlangte und diese seinem Schützling Aaron Pryor zu trinken gab. Danach schien Pryor deutlich fitter, attackierte in der 14. Runde seinen Gegner mit ganzen Schlagserien und gewann in weniger als zwei Minuten durch Knockout. Bis dahin, hatte Argüello auf zwei der drei Punktzetteln in Führung gelegen.
Der Dopingvorwurf wurde durch die Tatsache gestärkt, dass die Boxkommission von Miami keine Urinproben nach dem Kampf angeordnet hatte. Der Kampfausgang behielt somit seine Gültigkeit und gilt bis heute als einer der skandalträchtigsten Boxkämpfe aller Zeiten („Black Bottle Fight“). Das Ring Magazine wählte den Kampf 1996 auf Platz 8 der „100 großartigsten Titelkämpfe aller Zeiten“.
In späteren Interviews nannte Lewis als Inhalt der Flasche lediglich Leitungswasser, gemischt mit einem französischen Mineralwasser, welches eiskalt getrunken das Lungenvolumen erhöhen soll.
Luis Resto vs. Billy Collins junior
Am 16. Juni 1983 war er im Madison Square Garden von New York City in der Ringecke von Luis Resto. Dieser bestritt im Rahmen eines Weltmeisterschaftskampfes zwischen Davey Moore und Roberto Durán einen Vorkampf im Halbmittelgewicht gegen Billy Collins junior (14-0). Schon in den ersten Runden sah man die deutliche Schlagkraft von Resto, obwohl dieser nicht gerade als harter Puncher bekannt war (8 K.o.-Siege in 30 Profikämpfen). Der technisch überlegenere Billy Collins erlitt starke Schwellungen und Cuts im Gesicht, lehnte jedoch eine Aufgabe ab und versuchte stattdessen immer verzweifelter, einen ausgeglichenen Kampf zu liefern. Seinen Vater, der gleichzeitig als sein Trainer fungierte, überzeugte er davon, nicht das Handtuch zu werfen.
Während Resto bis auf eine kleine Schwellung unter dem rechten Auge keine sichtbaren Verletzungen aufwies, war Collins Gesicht besonders im Bereich der Augen und der Stirn überaus stark angeschwollen, was jedoch zu keinem Abbruch durch den Ringarzt führte. In der zehnten und letzten Runde musste Collins noch mehrere schwerste Treffer hinnehmen, ging jedoch nicht zu Boden.
Nach dem Kampf berührte Collins Vater bei einem Shake hands die Boxhandschuhe von Resto und spürte die nahezu bloße Faust unter einer dünnen Lederschicht. Noch im Ring forderte er eine Untersuchung der Handschuhe durch die Boxkommission, während Resto zum Sieger nach Punkten erklärt wurde. Bei der Untersuchung von Restos Boxhandschuhen stellte sich schließlich heraus, dass der größte Teil des Innenfutters entfernt worden war, was den Kampf in ein wertungsloses Ergebnis (No Contest) revidierte. Billy Collins junior erlitt irreparable Augenverletzungen und musste seine Boxkarriere beenden, er starb neun Monate später, als er alkoholisiert einen Verkehrsunfall verursachte, wobei ein Suizid nicht ausgeschlossen ist.
Die Boxkommission von New York entzog Lewis nur zwei Wochen später die Trainerlizenz. Er musste sich schließlich wegen krimineller Verschwörung zur Manipulation von Sportergebnissen vor Gericht verantworten. Da die Hände des Profiboxers Luis Resto wegen der fehlenden Füllung der Boxhandschuhe als tödliche Waffe eingestuft worden waren, wurde Lewis auch wegen kriminellen Besitzes einer tödlichen Waffe sowie Körperverletzung zweiten Grades angeklagt und 1986 zu einer Freiheitsstrafe von sechs Jahren verurteilt, aus der er 1990 entlassen wurde. Nach der rechtskräftigen Verurteilung erließ die Boxkommission eine lebenslange Lizenzsperre gegen Lewis und Resto. Lewis behauptete stets, die Handschuhe nicht manipuliert zu haben und beschuldigte stattdessen seinen Co-Trainer Artie Curley, welcher nicht lange nach dem Kampf verstorben war.
Der Kampf wurde 1997 vom Ring Magazine zum „Schmutzigsten Boxkampf aller Zeiten gewählt“, 2009 wurden die Umstände des Kampfes in der HBO-Dokumentation „Assault in the Ring“ verarbeitet.
Lewis konnte zwar weiterhin Boxer in Sport- und Fitnesshallen trainieren und betreuen, durfte sich jedoch aufgrund der Entziehung seiner Trainerlizenz bei Boxveranstaltungen nicht mehr in den Kabinen und Ringecken der Sportler aufhalten. So arbeitete er nach seiner Haftentlassung noch mit bekannten Weltmeistern wie Mike Tyson, Arturo Gatti, Francois Botha, Sultan Ibragimow und Zab Judah.